# Beata solitudo, sola beatitudo
La frase Beata solitudo, sola beatitudo è un detto latino.
La frase, tradotta letteralmente, significa Beata solitudine, sola beatitudine: questa frase è usata per sottolineare che solo separandosi dal mondo e dagli altri è possibile trovare il piacere della tranquillità dell'animo.
La frase è stata erroneamente attribuita ad autori classici, per esempio Seneca (Lettere a Lucilio), e medievali (San Bernardo di Chiaravalle), ma in realtà non risulta essere documentata prima del XVI secolo (in "Solitudo, sive vita solitaria laudata", Anversa, 1566, una raccolta di poesie del sacerdote olandese Cornelis Musius). La forma originale è "O beata solitudo, o sola beatitudo".
La frase campeggia nel chiostro dei Francescani nell'isoletta di San Francesco del Deserto nella Laguna di Venezia, nel chiostro del convento francescano di San Salvatore al Monte a Firenze, nel chiostro del convento dei frati Cappuccini di Schio, sul timpano di ingresso della Certosa di Calci, in Provincia di Pisa, così come all'ingresso del noviziato dei padri passionisti sul monte Argentario e dell'eremo alcantarino della Solitudine sul Monte Muto, presso Piedimonte Matese (CE).
Lo stesso detto latino si trova nella Certosa di Trisulti, che si trova a Collepardo, in provincia di Frosinone, e in piazza Avitabile a San Lazzaro, in provincia di Napoli.